# Société des artistes indépendants
La Société des artistes indépendants è un'associazione fondata a Parigi il 19 luglio 1884 e organizzatrice del Salon des Indépendants. Nacque dalla volontà di diversi artisti di proporre al pubblico delle opere d'arte non accettate dal Salon officiel de Paris. Si differenzia dal Salon des Refusés per la sua totale indipendenza dalle istituzioni ufficiali.
L'articolo uno dello statuto dispone che l'oggetto della Société des artistes indépendants - fondata sul principio dell'abolizione della giuria di ammissione - è quello di consentire agli artisti di presentare le loro opere al giudizio del pubblico in tutta libertà.
Il 1º dicembre 1884, Lucien Boué, presidente del Conseil de Paris, inaugurò il primo Salon des indépendants. Fra i quadri esposti vi erano La Baignade à Asnières di Georges Seurat, Le Pont d'Austerlitz di Paul Signac oltre ad opere di Henri-Edmond Cross, Odilon Redon, Albert Dubois-Pillet, Louis Valtat, Armand Guillaumin e Charles Angrand.
La società è ancora attiva ed organizza delle esposizioni annuali.